# Die Geschichte von Marie und Julien
Die Geschichte von Marie und Julien (Originaltitel: Histoire de Marie et Julien) ist ein Film von Jacques Rivette aus dem Jahr 2003.

## Handlung
Etwas mehr als ein Jahr ist vergangen, seit sich Marie und Julien zum ersten Mal begegnet sind und sich seither nicht wieder gesehen haben. Nun laufen sie sich eines Abends in Paris über den Weg und verabreden sich für den nächsten Tag in einem Café. Doch Marie kommt nicht zum Rendez-vous.
Julien wohnt in einem großen Haus außerhalb von Paris und repariert dort riesige Uhrwerke. Aber nicht nur das; er erpresst auch eine gewisse Madame X, denn er besitzt Dokumente, die belegen, dass Madame X Handel treibt mit Fälschungen chinesischer Seide. In Juliens Haus taucht Marie auf. Sie verlieben sich ineinander, und sie zieht zu ihm.
Julien spürt, dass Marie von einer seltsamen Entschlossenheit getrieben ist, aber weder die Ursache noch das Ziel dieser Entschlossenheit kann er erkennen. Sie richtet eines der Zimmer im Haus nach präzisen Vorstellungen ein.
Madame X ist es, die das Wesen Maries erkennt. Marie ist, wie Madame X‘ Schwester Adrienne, eine Revenantin. Vor einem halben Jahr hat sie Suizid begangen und steht seitdem zwischen Leben und Tod. Julien wehrt sich gegen ein Begreifen von Maries Zustand. Erst als er Spuren nachgeht und in dem Zimmer steht, wo sich Marie das Leben genommen hat, erkennt er: Es gleicht genau dem Zimmer in seinem Haus, das Marie eingerichtet hat.
Es kommt zu einem dramatischen Ende, in dem Marie „die verbotene Geste“ ausführt, ein kleines Wunder geschieht und man schließlich mit dem Lied von Blossom Dearie hoffen darf: „Our Day Will Come“.

## Entstehungsgeschichte
Frühjahr 1975: Rivette plant, vier Filme, die alle mehr oder weniger mythische Stoffe behandeln, unmittelbar hintereinander zu drehen, bevor auch nur der erste von ihnen ins Kino kommen soll. Der Serie gibt er zunächst den Titel Les Filles du feu (Töchter des Feuers) und später Scènes de la vie parallèle (Szenen aus dem parallelen Leben). Die Dreharbeiten zu den Filmen 2 und 3 der Serie, Duelle und Noroît, können realisiert werden. Danach beginnen, mit Leslie Caron und Albert Finney in den Hauptrollen, die Dreharbeiten zu Marie et Julien. Aber schon am dritten Tag muss Rivette aufgeben; einer Fortsetzung ist er physisch nicht gewachsen, er war – wie er in einem anderen Gespräch sagte – „technisch KO“ gegangen.
1976: Duelle und Noroît laufen in einigen französischen Kinos an. – Von Marie et Julien ist für mehr als 25 Jahre keine Rede mehr.
2002: Bei der Vorbereitung des Buches Trois films fantômes de Jacques Rivette stößt er auf den damals von Claire Denis eingerichteten, skizzenhaft dargestellten Ablauf des Filmanfangs. Er beschließt, die Geschichte von Marie und Julien jetzt endlich zu verfilmen, wobei er sich strikt an die wenigen noch existierenden Notizen halten wird.

## Varia

### Mythologischer Hintergrund
Rivette: Es ist „nicht unbedingt eine Phantom- [oder] eine Gespenstergeschichte. Es geht ganz konkret um Revenanten. … Wir haben beim Schreiben an Mizoguchis Film Ugetsu Monogatari / Geschichten unter dem Regenmond gedacht. … Dieser Film gab uns die Logik vor für unseren eigenen. Und dann kam eine gewisse keltische Tradition hinzu.“ – Revenanten „sind Menschen, die es aus dem einen oder anderen Grund nicht geschafft haben, die Grenze – den Fluss, den Weg, den Baum oder einen Hügel – zu überqueren. Es gibt verschiedene Formen der Grenze, die unsere Welt, die, in der wir leben oder in der wir glauben zu leben, von der Welt der Toten trennt, die sich auf der anderen Seite dieser Linie befindet. Alles was man weiß ist, dass sie in nordwestlicher Richtung liegt. Aus dem einen oder anderen Grund können also manche Menschen, Männer oder Frauen, diese Grenze nicht überschreiten und sind dazu verdammt, unter uns Lebenden zu bleiben, bis sie irgendwann Prüfungen bestehen oder ihnen dies oder jenes gelungen ist, was ihnen schließlich erlaubt, aus diesem Status herauszukommen, der sehr unangenehm zu sein scheint, zwischen zwei Welten zu sein.“
Die magische Formel, die Marie erst auf Gälisch, dann vor Julien auf Französisch rezitiert, ist, so bezeichnet es die keltische Mythologie, eine Geis.

### Juliens Haus
Das Haus, in dem Julien lebt, ist die heutige Maison de l'Histoire et du Patrimoine in Champigny-sur-Marne.

## DVD
Süddeutsche Zeitung Cinemathek, Nr. 14 der Reihe „Traumfrauen“, 2008.